# Alberto Vernet Basualdo
Alberto Vernet Basualdo (Lincoln, Buenos Aires, 8 de junio de 1982) es un empresario y ex–jugador argentino de rugby que se desempeñaba como hooker.

## Carrera
Luego de una poca pero destacada participación en el Mundial de 2007, Vernet Basualdo fue contratado por el Stade Toulousain. Jugando de titular para el club más poderoso de Europa, se esperaba de él una carrera brillante pero lamentablemente sufrió una serie de lesiones en su columna y debió retirarse a mediados de 2011.

## Selección nacional
Fue convocado a los Pumas por primera vez en diciembre de 2004 para enfrentar a los Springboks y disputó su último partido en noviembre de 2009 contra el XV del Cardo. En total jugó doce partidos y no marcó puntos.

### Participaciones en Copas del Mundo
Participó de la histórica Copa del Mundo de Francia 2007, donde fue suplente de Mario Ledesma y por lo que solo jugó un partido como titular; ante Les Bleus por el tercer y cuarto puesto.
| Mundial                       | Sede    | Resultado     | PJ | Tries |
| ----------------------------- | ------- | ------------- | -- | ----- |
| Copa Mundial de Rugby de 2007 | Francia | Tercer puesto | 3  | 0     |

## Palmarés
- Campeón de la Copa de Campeones de 2009–10.
- Campeón del Top 14 de 2007–08 y 2010–11.